# Khulsanurus magnificus
Khulsanurus magnificus es la única especie conocida del género extinto Khulsanurus ("pequeño corredor") de dinosaurio terópodo alvarezsáurido, que vivió a finales del período Cretácico, hace aproximadamente 83 y 71 millones de años en el Campaniense, en lo que hoy es Asia. Fue encontrado en la Formación Barungoyot del Cretácico Superior de la localidad de Khulsan en la región del desierto de Gobi en Mongolia
Khulsanurus se conoce por un holotipo que contiene series vertebrales parciales del cuello y la cola, escapulocoracoides, un húmero derecho, un posible húmero izquierdo y un pubis izquierdo. Las autapomorfias distintivas de este espécimen incluyen vértebras cervicales sin pleurocoelo, apófisis carotídeas y sin epipófisis, fosa infraposcigapofisaria prominente de las vértebras caudales que también tienen prezigapófisis que apuntan hacia delante. El análisis filogenético de Averianov y Lopatin de 2021 ubica a Khulsanurus dentro de Parvicursorinae en politomía con Mononykus, Shuvuuia , Albinykus y Xixianykus.
Khulsanurus se encontró en la Formación Barun Goyot del Campaniense, que también fue el hogar de muchos animales, incluidos mamíferos como Catopsbaatar y Nemegtbaatar, escamosos como Estesia, Gobiderma y Proplatynotia, aves como Gobipteryx y Hollanda, y numerosos dinosaurios no aviarios, incluidos ornitisquios como Saichania , Tarchia, Zaraapelta, Tylocephale, Bagaceratops, Breviceratops y Udanoceratops saurópodos como Quaesitosaurus, y terópodos, incluidos Conchoraptor, Heyuannia, Nemegtomaia, Hulsanpes, Kuru, Shri, Ceratonykus y Parvicursor.